# Khākmardān
Khākmardān (persiska: خاکمردان, خِيمَردَن, خاك مَردان, خَيمَردَن, خاک مردان) är en ort i Iran.   Den ligger i provinsen Västazarbaijan, i den nordvästra delen av landet, 600 km nordväst om huvudstaden Teheran. Khākmardān ligger 1 369 meter över havet och antalet invånare är 650.
Terrängen runt Khākmardān är huvudsakligen kuperad, men åt nordväst är den platt.Runt Khākmardān är det ganska tätbefolkat, med 58 invånare per kvadratkilometer. Närmaste större samhälle är Māfī Kandī, 16,9 km sydväst om Khākmardān. Trakten runt Khākmardān består i huvudsak av gräsmarker.